# Робер Енрико
Робер Енрико (на италиански: Robert Enrico) е френски филмов режисьор, сценарист, монтажист, продуцент и общественик.

## Биография
Робер Енрико е роден на 13 апреля 1931 година в Льовен, Франция, в семейство на италианци , емигрирали във Франция през 1920-те години. След това той и родителите му се преместват в Тулон, където баща му отваря магазин за мотоциклети и велосипеди. Самият той е известен шампион по мотоциклетни състезания и се надява синът му да последва стъпките му. Всъщност Робер Енрико ще участва няколко пъти в Тур дьо Франс, но без особен успех. След като завършва средното си образование в Марист колеж (Marist College) в Тулон с бакалавърска степен, той заминава за Париж, където завършва Лицея Волтер (Lycée Voltaire).

### Личен живот
Робърт Енрико има брак с актрисата Люсиен Амон (Lucienne Hamon). До смъртта си той е във втори брак с редакторката Патрициа Нени (Patricia Nény). Той има две дъщери, Жулиета и Камил, и син Джером - актьор, сценарист и режисьор. Жером Енрико започва в киното като актьор през 1971 г. с малка роля във филма на баща си „Малко повече, страстен ...“ (Un peu, beaucoup, passionnément...). Понастоящем е директор на „École supérieure d'études cinématographiques“ (ESEC) в Париж.

### Смърт
Страдащ от рак на белия дроб от 1998 г., режисьорът умира на 23 февруари 2001 г. в Париж на 69-годишна възраст, погребан е в гробището Монпарнас.

## Избрана филмография
| Година | Филм                   | Оригинално заглавие |
| ------ | ---------------------- | ------------------- |
| 1967   | Търсачи на приключения | Les Aventuriers     |
| 1968   | Наричайте ме О         | Ho!                 |